# Chevilly-Larue
Pour les articles homonymes, voir Chevilly et Larue.
Chevilly-Larue est une commune française située dans le département du Val-de-Marne en région Île-de-France et fait partie de la métropole du Grand Paris. Ses habitants sont appelés les Chevillais.

## Géographie

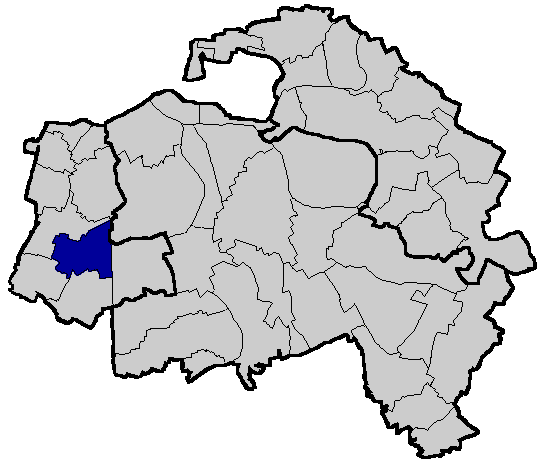
Localisation de Chevilly-Larue dans le Val-de-Marne.

### Localisation
La commune de Chevilly-Larue est située à sept kilomètres au sud-sud-est de Paris. Elle est riveraine des communes de L'Haÿ-les-Roses au nord-ouest, Villejuif au nord, Vitry-sur-Seine au nord-est, Thiais à l'est, Rungis au sud, Fresnes au sud-ouest.
| L'Haÿ-les-Roses | Villejuif      | Vitry-sur-Seine |
|                 | Chevilly-Larue | Thiais          |
| Fresnes         | Rungis         |                 |

### Géologie et relief
Chevilly-Larue est située sur le plateau de Longboyau, avec un relief très peu marqué.

### Hydrographie
Située entièrement sur le plateau de Longboyau, entre la vallée de la Seine et celle de la Bièvre, la commune n'est parcourue par aucun cours d'eau.

### Climat
Pour des articles plus généraux, voir Climat de l'Île-de-France et Climat du Val-de-Marne.
En 2010, le climat de la commune est de type climat océanique dégradé des plaines du Centre et du Nord, selon une étude du CNRS s'appuyant sur une série de données couvrant la période 1971-2000. En 2020, Météo-France publie une typologie des climats de la France métropolitaine dans laquelle la commune est exposée à un climat océanique altéré et est dans la région climatique  Sud-ouest du bassin Parisien, caractérisée par une faible pluviométrie, notamment au printemps (120 à 150 mm) et un hiver froid (3,5 °C).
Pour la période 1971-2000, la température annuelle moyenne est de 11,8 °C, avec une amplitude thermique annuelle de 15,4 °C. Le cumul annuel moyen de précipitations est de 634 mm, avec 10,7 jours de précipitations en janvier et 7,8 jours en juillet. Pour la période 1991-2020, la température moyenne annuelle observée sur la station météorologique la plus proche, située sur la commune de Choisy-le-Roi à 4 km à vol d'oiseau, est de 12,7 °C et le cumul annuel moyen de précipitations est de 607,2 mm,. Pour l'avenir, les paramètres climatiques de la commune estimés pour 2050 selon différents scénarios d'émission de gaz à effet de serre sont consultables sur un site dédié publié par Météo-France en novembre 2022.
| Mois                                  | jan.             | fév.            | mars          | avril         | mai           | juin          | jui.          | août           | sep.          | oct.          | nov.          | déc.          | année      |
| ------------------------------------- | ---------------- | --------------- | ------------- | ------------- | ------------- | ------------- | ------------- | -------------- | ------------- | ------------- | ------------- | ------------- | ---------- |
| Température minimale moyenne (°C)     | 2,8              | 2,7             | 4,8           | 7,3           | 10,7          | 13,9          | 15,8          | 15,6           | 12,5          | 9,2           | 5,6           | 3,3           | 8,7        |
| Température moyenne (°C)              | 5,3              | 5,8             | 8,8           | 12,1          | 15,6          | 18,9          | 21            | 20,9           | 17,2          | 12,9          | 8,4           | 5,7           | 12,7       |
| Température maximale moyenne (°C)     | 7,7              | 8,9             | 12,8          | 16,9          | 20,5          | 23,8          | 26,2          | 26,2           | 21,9          | 16,6          | 11,1          | 8,1           | 16,7       |
| Record de froid (°C) date du record   | −11,5 01.01.1997 | −9,5 07.02.1991 | −7 02.03.05   | −1 14.04.19   | 1 07.05.1997  | 6 07.06.05    | 8 11.07.1993  | 7,5 28.08.1998 | 4 30.09.1995  | −1 24.10.03   | −7 24.11.1998 | −8 31.12.1996 | −11,5 1997 |
| Record de chaleur (°C) date du record | 16 12.01.04      | 21,2 27.02.19   | 26,2 31.03.21 | 29,6 18.04.18 | 33,3 27.05.05 | 37,5 27.06.11 | 41,7 25.07.19 | 40,5 12.08.03  | 35,3 14.09.20 | 28,9 03.10.11 | 21 08.11.15   | 17 16.12.1989 | 41,7 2019  |
| Précipitations (mm)                   | 49,5             | 43,3            | 43,3          | 44,7          | 58,6          | 54,5          | 53            | 52,5           | 43,2          | 51,6          | 52,7          | 60,3          | 607,2      |

### Voies de communication et transports

#### Voies routières
La commune est à la croisée d'axes de communication tels que l'A6, axe majeur reliant Paris à Lyon et également proche de l'A86 parfois appelée le super périphérique parisien. La N7 constitue également la limite orientale de la ville.

#### Le vélo à Chevilly-Larue
La ville possède de nombreuses pistes cyclables réparties sur toute la ville. Des « parkings » à vélos sont aussi disponibles. Chevilly-Larue est également en train d’adhérer au syndicat Vélib’ avec qui elle travaille à l’installation de plusieurs stations de vélos en libre-service.

#### Transports en commun

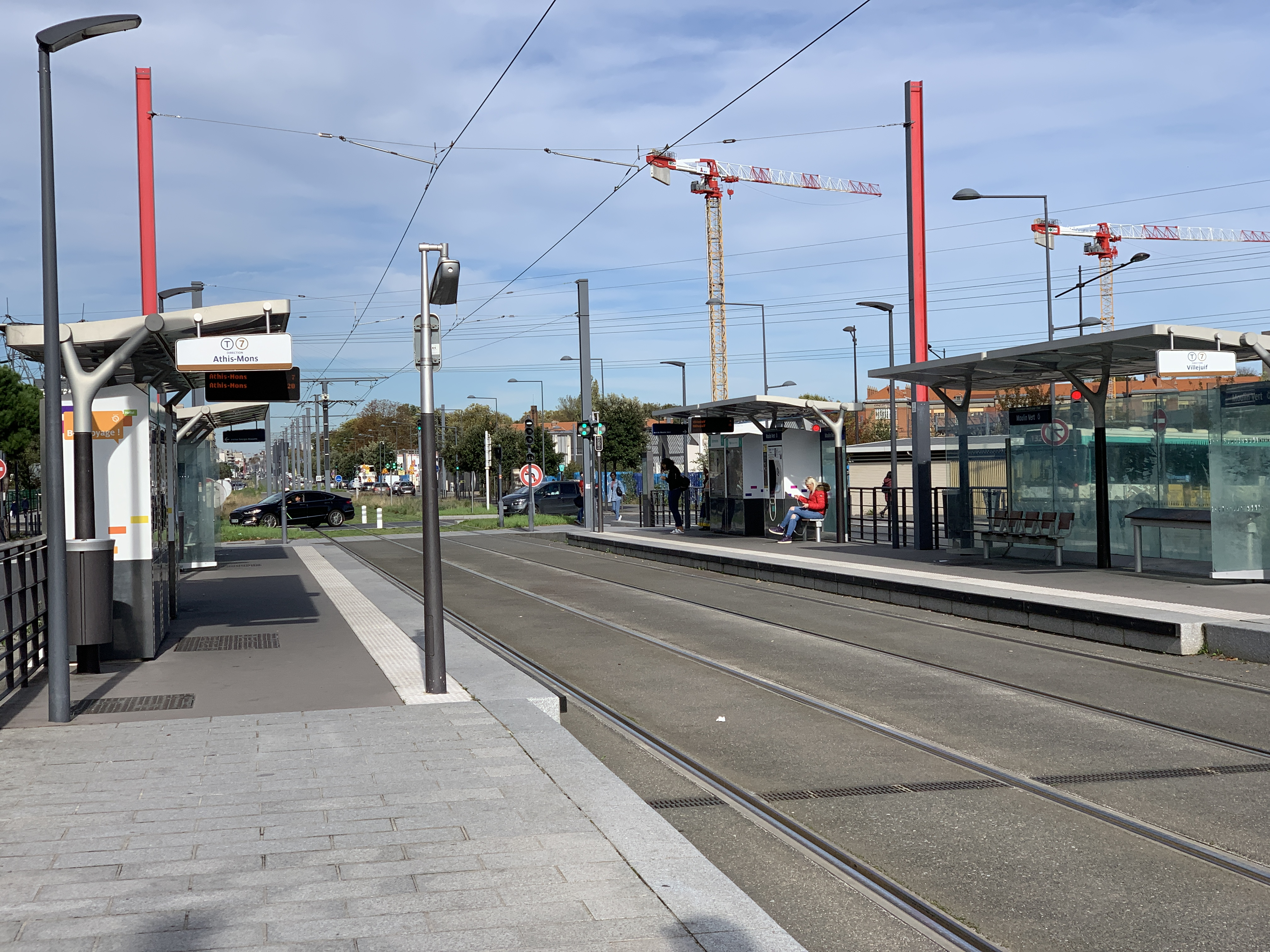
Station Moulin Vert.

La gare du Pont de Rungis - Aéroport d'Orly sur le RER C est la gare RER située la plus près de la commune.
Chevilly-Larue est aussi desservie par le Trans-Val-de-Marne, un bus en site propre dont la voie longe la RN 186 traversant la commune d'est en ouest avec quatre arrêts : Le Delta ; Mairie de Chevilly-Larue ; Marché International de Rungis ; Porte de Thiais.
La commune est desservie par le métro de Paris :
- ligne 14 : L'Haÿ-les-Roses et Chevilly-Larue ;
- ligne 7 : Villejuif - Louis Aragon (sur Villejuif, à proximité de la limite communale).

La ligne 7 du tramway d'Île-de-France a été inaugurée et mise en ligne le 16 novembre 2013 et relie la commune à Villejuif - Louis Aragon, terminus de la ligne 7 du métro, et au pôle d’échanges bus - tramway d’Athis-Mons. Il dessert cinq stations dans la commune : Domaine Chérioux, Moulin Vert, Bretagne, Auguste Perret et Chevilly-Larue.
Les lignes de bus RATP 131, 183, 186, 192, 216, 286 et 319 ainsi que le Trans-Val-de-Marne traversent la commune.

## Urbanisme

### Typologie
Au 1er janvier 2024, Chevilly-Larue est catégorisée grand centre urbain, selon la nouvelle grille communale de densité à sept niveaux définie par l'Insee en 2022.
Elle appartient à l'unité urbaine de Paris, une agglomération inter-départementale regroupant 407  communes, dont elle est une commune de la banlieue,,. Par ailleurs la commune fait partie de l'aire d'attraction de Paris, dont elle est une commune du pôle principal,. Cette aire regroupe 1 929 communes,.

### Morphologie urbaine
À Chevilly-Larue, jadis rurale et agricole, les quelques centaines d’habitants ont longtemps vécu du maraîchage, de la culture florale ou des travaux des champs. Puis au hameau de Larue et au vieux village de Chevilly serré autour de l’église, entre l’asile pour filles en difficulté des religieuses de Saint-Michel et le séminaire spiritain des missionnaires, s’ajoutent durant les « trente glorieuses » les cités ouvrières des « Sorbiers », de la « Saussaie » et autres, mais aussi les quartiers résidentiels de villas comme « Bretagne ». Les cités abritaient surtout des employés des PTT. La commune est devenue urbaine et la population a progressé jusqu’à passer la barre des 20 000 habitants au dernier recensement. Les anciennes cités ouvrières sont aujourd’hui gérées par des groupes immobiliers comme Valophis, bailleur départemental, qui les a rachetées à Icade dans les années 2000 pour éviter leur vente à la découpe, et à entièrement réhabilité ou reconstruit le patrimoine, pour éviter la ghettoïsation.
Chevilly-Larue comporte aujourd'hui trois grands secteurs géographiques :
- à l'ouest, « Larue » : quartier d'habitations à dominante pavillonnaire, situé dans la zone d'attraction de la Poterne des Peupliers et de la porte de Gentilly ;
- au centre, la moitié nord du marché d'intérêt national dit « de Rungis » (mais qui est en fait « de Chevilly-Rungis »), zone d'accès réglementé de commerce en gros et principale concentration d'entreprises sur le territoire de la commune ;
- à l'est, « Chevilly » : quartier d'habitations dont la partie nord est à dominante collective et la partie sud à dominante pavillonnaire, situé dans la zone d'attraction de la porte d'Italie.

Les quartiers de la commune sont :
- « Larue »
- « Centre »
- « Sorbiers Saussaie »
- « La Guinet »
- « Bretagne »

### Projets d'aménagements
La commune termine la reconstruction de La Cité Anatole France en éco-quartier Anatole-Les Meuniers, dans le cadre de l’opération d’interêt National Orly Rungis Seine Amont et son projet Les Portes d'Orly. Les travaux devraient se terminer à l'horizon 2030.[réf. nécessaire] Les premières résidences du nouveau quartier ouvrent fin 2016, et sont inaugurées début 2017.
Elle a entamé une réflexion sur le centre historique avec le rachat de la moitié du domaine des sœurs du Bon Pasteur pour en faire un parc ouvert au public. Elle travaille à déménager la mairie dans l’une des ailes du domaine.[réf. nécessaire]

## Toponymie

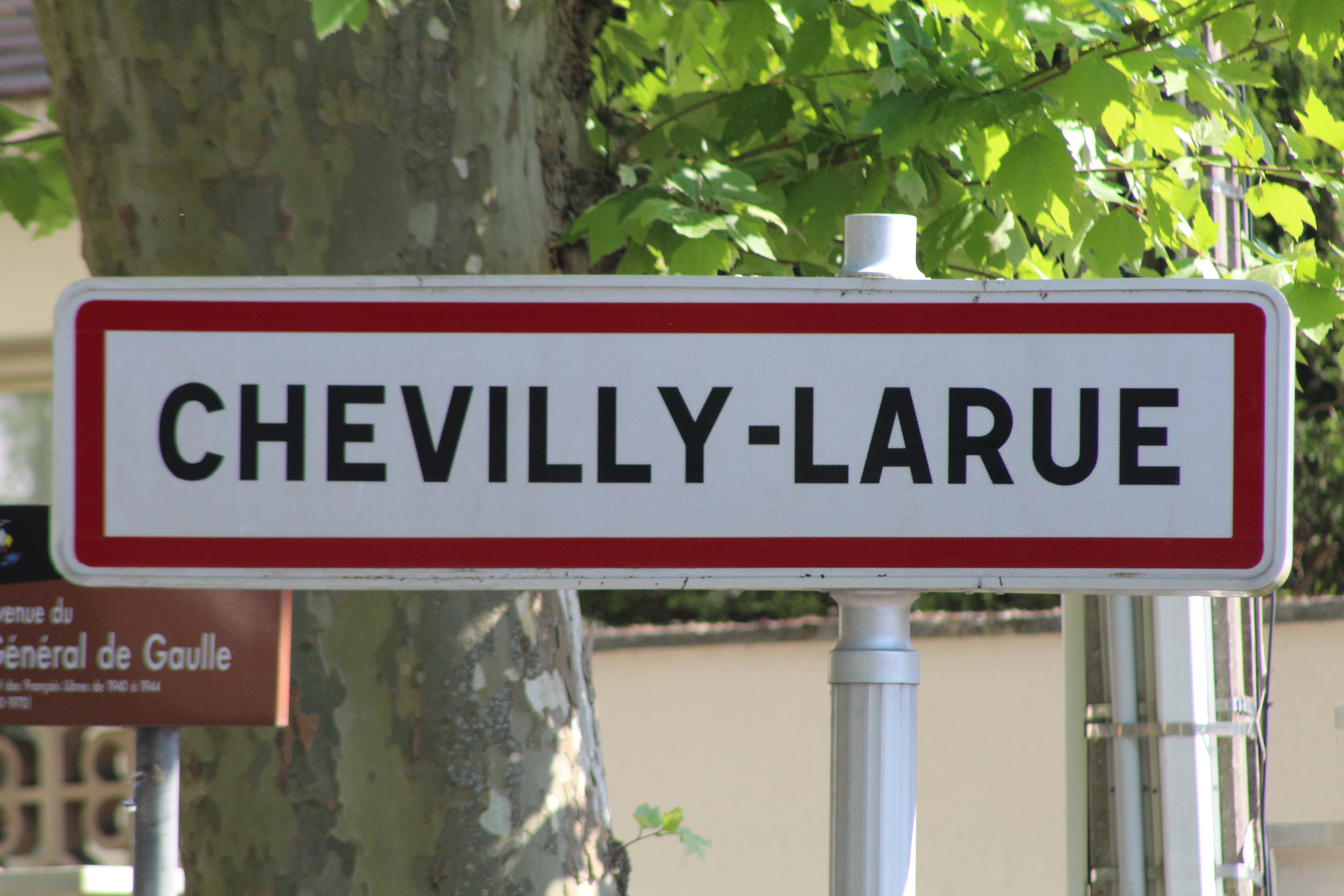
Panneau d'entrée.

Chevilly, en latin Civiliacum, devrait son nom à la « villa » (domaine agricole) d’un Gallo-Romain nommé vraisemblablement Civilis.
Selon Michel Roblin, le toponyme vient de l’ancien français cheviller (creuser) issu d’un diminutif cavellum, de cavum (trou). Il appuie sa démonstration en notant que Chevilly était un centre de poterie et de briqueterie romain.
Jusqu'au décret du 5 septembre 1920, la commune portait le nom de Chevilly, date à laquelle est joint le nom de son hameau afin de la différencier de Chevilly dans le Loiret.

## Histoire

### Préhistoire
De nombreux vestiges archéologiques (armes, outils, silex…) ont été trouvés sur le territoire de la commune attestant qu'il était habité dès l’époque paléolithique.

### Moyen Âge
Sous Inchadus (810-831), successeur d'Ermanfroi, eut lieu le 6 juin 829 le huitième concile de Paris où il fut décidé que Chevilly dépendrait de Saint-Germain-des-Prés.
La première église détruite vers 850-900, les chanoines entreprennent sa reconstruction. L’église Sainte-Colombe sera achevée au XVe siècle. C'est une ancienne église de campagne, cadrée d'un enclos paroissial, qui était autrefois un cimetière. Sa façade est de style roman cistercien, la nef comporte un portail lui aussi roman avec un linteau en bâtière. Le clocher fut édifié au XIIIe siècle. Elle est dédiée à Sainte Colombe.

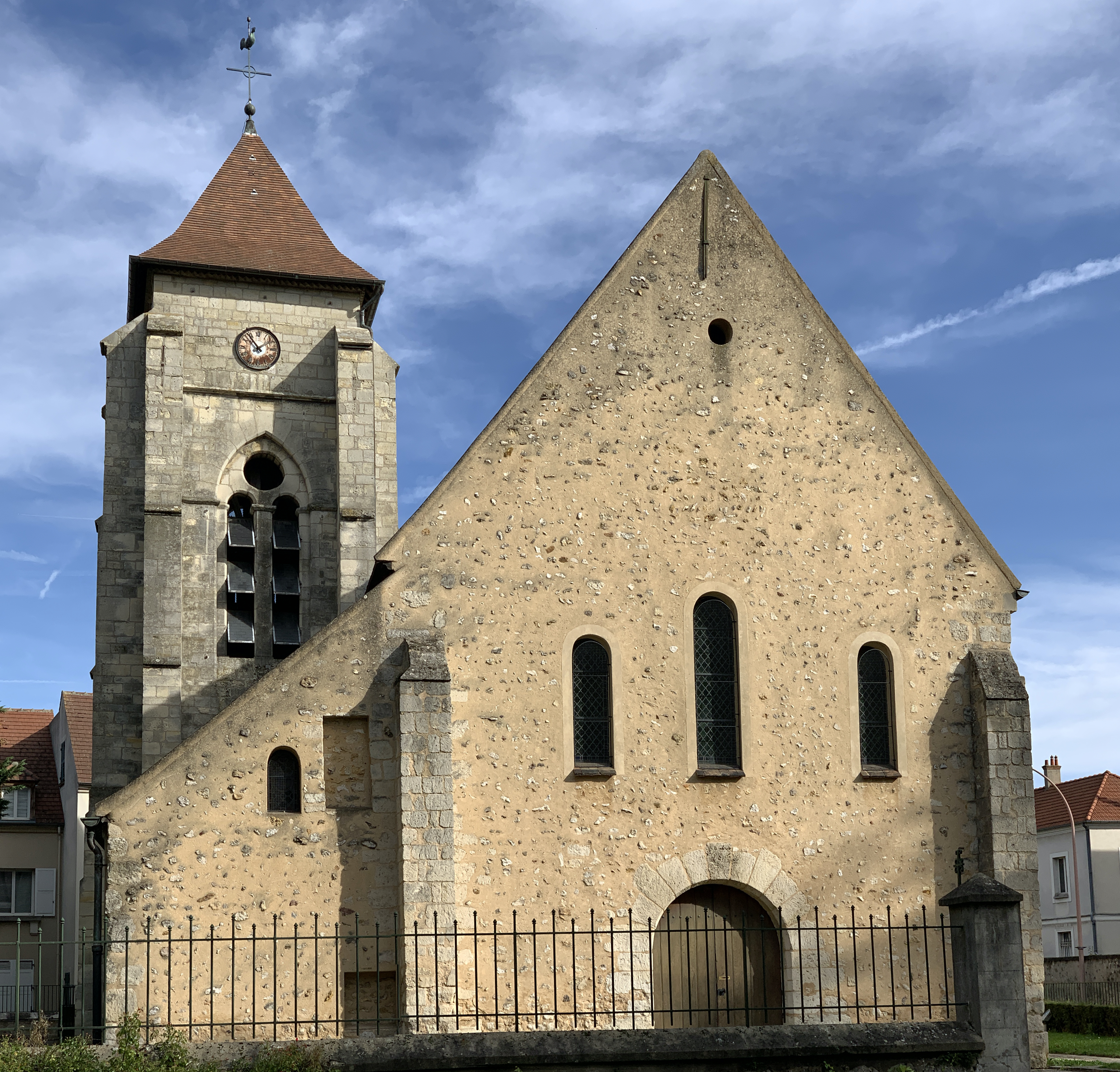
L'église Sainte-Colombe, autrefois centre du village.

Elle est bordée par une place inchangée depuis le Moyen Âge jusqu'à aujourd'hui, qui accueillait une grande foire à blé lors du pèlerinage de Sainte-Colombe, le dernier dimanche de juillet. Elle est de forme triangulaire, et est bordée par le Séminaire des Missions des Spiritains et le « château » de 1760 au sud ; par l'église Sainte-Colombe citée précédemment ainsi que les maisons de la rue Jaume, à l'est ; et enfin une ancienne ferme qui abritait un commerce de vins, de 1945 à 1953 ainsi que le Monastère Saint-Michel de 1906, au nord.
Au milieu du XIIIe siècle, Louis VII fonde un couvent au lieu-dit « La Saroussaie », devenu ensuite « La Saussaye ». Ce couvent servira de léproserie jusque vers 1500. En 1503 le couvent de la Saussaie, est rattaché aux Filles-Dieu de la rue Saint-Denis, et sera fermé en 1769. Ensuite, il n’y a plus à cet emplacement qu’une grande ferme dont l'emprise est actuellement occupée par le centre de recherche industrielle L'Oréal au no 100 de l'avenue de Stalingrad.
Au début du XVe siècle, Hémon II Raguier, seigneur de l'Haÿ, fonde avec sa première épouse Gillette de La Fontaine (13..-1404), et sa seconde Guillemette de Vitry qu'il épouse en 1405, le hameau de Chevilly pour y héberger leurs gens. De plus, le clocher de l'église Sainte-Colombe y fut reconstruit.

### Epoque moderne
En 1709, la paroisse de Chevilly compte environ 250 habitants. Elle comprend le petit bourg de Chevilly autour de l’église et deux écarts : le hameau de « La Rue » et le couvent de « La Saussaye ».
Sous le règne de Louis XV des gentilhommières et des remises de chasse sont édifiées à Chevilly et à Larue. Barthélémy Thoinard de Jouy, cousin de Madame de Pompadour, achète l’ancienne grande ferme du Chapitre et fait construire dans le parc un pavillon de chasse que le roi inaugure en 1760. Mais le propriétaire n'a pas les moyens de son train de vie et il est enfermé pour dettes dans la forteresse de Pierre Encise près de Lyon. Ses créanciers louent la propriété au prince de Monaco de 1762 à 1767. Des négociations portant sur l’abdication de Napoléon Ier se dérouleront dans le « château » de Chevilly les 4 et 5 avril 1814.
En 1758, la famille princière de Rohan-Guéménée acquiert le domaine d’en face (à l’emplacement du monastère Saint-Michel) et le revendra en 1781, après la mort de la princesse douairière Louise de Rohan-Guéménée.
L’édit du 25 juin 1787, réunit en une seule municipalité les paroisses de Chevilly et Lay. Le 14 avril 1789, un cahier de doléances commun est rédigé pour les deux paroisses.

### Epoque contemporaine

#### Révolution française
Si la loi du 14 décembre 1789 crée les communes, ce n’est que le 17 mars 1793 que les deux anciennes paroisses sont érigées en communes distinctes.
En 1791, l'ancienne rue de l'Église est renommée en rue Jaume, pour rendre hommage à Joseph Jaume, ancien propriétaire du « château » de Chevilly-Larue, qui légua le no 5 (le presbytère) ainsi que le no 7 (école jusqu'en 1895, démolie en 1994). Il est mort en 1807.
Pendant la Révolution, les terres du chapitre de Cathédrale Notre-Dame de Paris, de la paroisse et des congrégations religieuses sont confisquées et vendues comme biens nationaux à de riches roturiers.

#### XIXesiècle, création du séminaire spiritain
Le marquis de Cubières, agronome et naturaliste, séjourne fréquemment dans sa maison de campagne à Larue entre 1805 et sa mort en 1821.
De 1849 à 1935, l'ancienne chapelle du séminaire abritait un ancien corps de garde dans la rue Henri-Cretté, utilisé par la Garde nationale jusqu'en 1871. Il abritait une fontaine, un local pour le matériel des pompiers et une croix au fond, laquelle donna pour ancien nom de la rue, rue de la Croix. En 1927, la rue fut renommée en Henri Cretté, qui fut maire de 1898 jusqu'à sa mort en 1927. Après la première Guerre mondiale, l'ancien café/épicerie des Lavigne fut déplacé de l'autre côté de la rue, et l'actuel café-tabac le remplaça.
Entre 1845 et 1858, la peintre animalière Rosa Bonheur séjourna plusieurs fois à Chevilly.

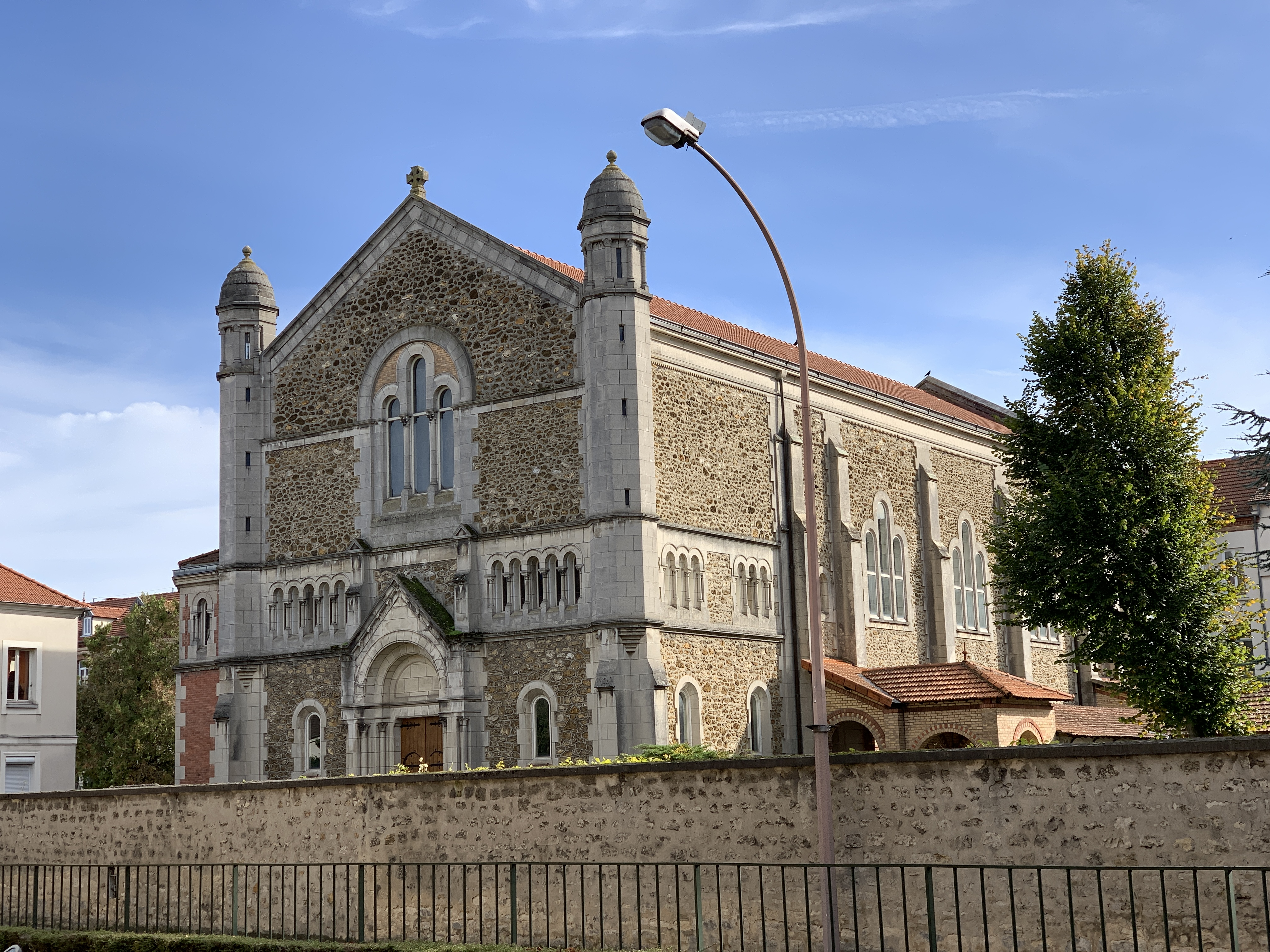
Chapelle des Spiritains.

Le 1er janvier 1864, la Congrégation du Saint-Esprit et du Saint-Cœur de Marie (Spiritains), fondée en 1703, ouvre son séminaire dans l’ancien domaine de Thoinard de Jouy. Elle y installe aussi divers bâtiments, dont une grande chapelle qui fut consacrée en 1938. Un vitrail, représentant le père Jacques-Désiré Laval évangélisant « ses chers Noirs » à Maurice, est situé dans la chapelle spiritaine au 12, rue du Père-Mazurié. Avec cette maison de formation appelée « Séminaire des Missions », plus de 4 000 missionnaires sont partis en un siècle dans le but de propager l’Évangile à travers le monde. Les bâtiments comprenaient une grande ferme permettant aux Spiritains de vivre en quasi-autarcie alimentaire, et qui pouvait être visitée par les élèves des écoles, mais qui fut démantelée dans les années 1970. La moitié sud du terrain agricole fut alors vendue : le parc départemental du Petit-le-Roy et la piscine Pierre de Coubertin l’occupent aujourd'hui.

#### Guerre de 1870
Lors de la guerre franco-prussienne de 1870, alors que Paris était assiégée le village fut le théâtre de plusieurs combats :
Le 19 septembre, une reconnaissance sur Chevilly et ses environs fut effectuée par le 12e régiment de marche,.
Le 30 septembre 1870, des combats acharnés ont lieu à Chevilly entre les troupes françaises venant de Villejuif composées des 35e et 42e régiment d'infanterie de ligne, d'une compagnie des 8e et 15e bataillons de chasseurs à pied, des 9e, 10e, 11e et 12e régiments de marche, de quatre escadrons du 9e régiment de chasseurs à cheval, d'une partie du 1er régiment de Spahis, de la Garde nationale mobile de la Côte-d'Or et de la Vendée et les Prussiens retranchés dans le parc du séminaire.
En 1875, un orphelinat est ouvert à Larue. En 1903, il cède la place à un sanatorium qui est désormais un centre de pneumologie.

### XXesiècle
En 1906, deux briqueteries, Lafontaine et Bohy, s’installent dans l’ouest de la commune ; leur activité durera respectivement jusqu’en 1935 et 1966. La même année, les sœurs de « Notre-Dame-de-Charité », couvent fondé en 1641 et hébergeant des jeunes filles en difficulté, construisent à Chevilly le monastère Saint-Michel et s’y installent en 1907. Ce bâtiment regroupe actuellement une communauté religieuse, une maison de retraite ainsi qu’un Centre d’observation et de rééducation.
Par décret du 5 septembre 1920, Chevilly devient Chevilly-Larue, pour éviter les confusions avec Chevilly (Loiret), confusions qui durent toujours puisque le lieu de décès de la princesse Louise de Rohan-Guéméné le 20 août 1780, est disputé entre les deux Chevilly.
Le 24 août 1944, des combats ont lieu à la Libération. Les rues de la ville portent le nom de ceux tombés à Chevilly pendant la libération, le jeune FFI Jacques Hellouin âgé de 17 ans et le père spiritain Laurent Mazurié, croix-rouge française, qui sont exécutés ensemble par une patrouille allemande. Le lieutenant FFI Jacques Petit-le-Roy, l'adjudant-chef Augustin Dericbourg porteurs d'un pli urgent du général Leclerc, se dirigent vers Paris à bord d'une jeep, s'égarent dans les rues de Chevilly, et sont tués dans un échange de tirs d'embuscade allemande ; un soldat allemand perd aussi la vie.
Des centaines de pavillons, des dizaines de tours et de barres d’immeubles d’habitation, jadis qualifiées de « villes-dortoir » ou de « clapiers à lapins », sont construits de 1954 à 1962 à la place des champs, des fermes et des pépinières : des bus les relient à Paris, principal pourvoyeur d’emplois jusqu’à l’ouverture en 1969 du Marché d'intérêt national de Rungis. Petit-à-petit, s’y ajoutent des commerces, des équipements sportifs et culturels. L’afflux d’ouvriers, la diminution de la proportion de résidents en villa et la disparition des cultivateurs contribuent à faire basculer la mairie à gauche en 1977.
En 1982, une borne paroissiale blanche, avec une ancienne inscription gravée dans la pierre, est découverte sur le chantier de construction de la piscine « Pierre de Coubertin », sur le terrain du parc départemental actuel, qui appartenait auparavant à la ferme du séminaire et qui fut vendu par les spiritains au département en 1981 pour devenir une base de loisirs. Guy Pettenati, alors maire, fit exposer cette stèle dans le hall de la mairie dans un premier temps, avant qu’elle ne soit déposée.
En 1992, le toit de l’église Sainte-Colombe est refait.
Il est prévu que Chevilly-Larue soit desservie par les stations L.Haÿ-les-Roses et Chevilly-Larue Marché International du métro (ligne 14) dans le cadre du projet « Grand Paris Express ». En 2018, l'avenue du Président-Franklin-Roosevelt est complètement réaménagée.

## Politique et administration

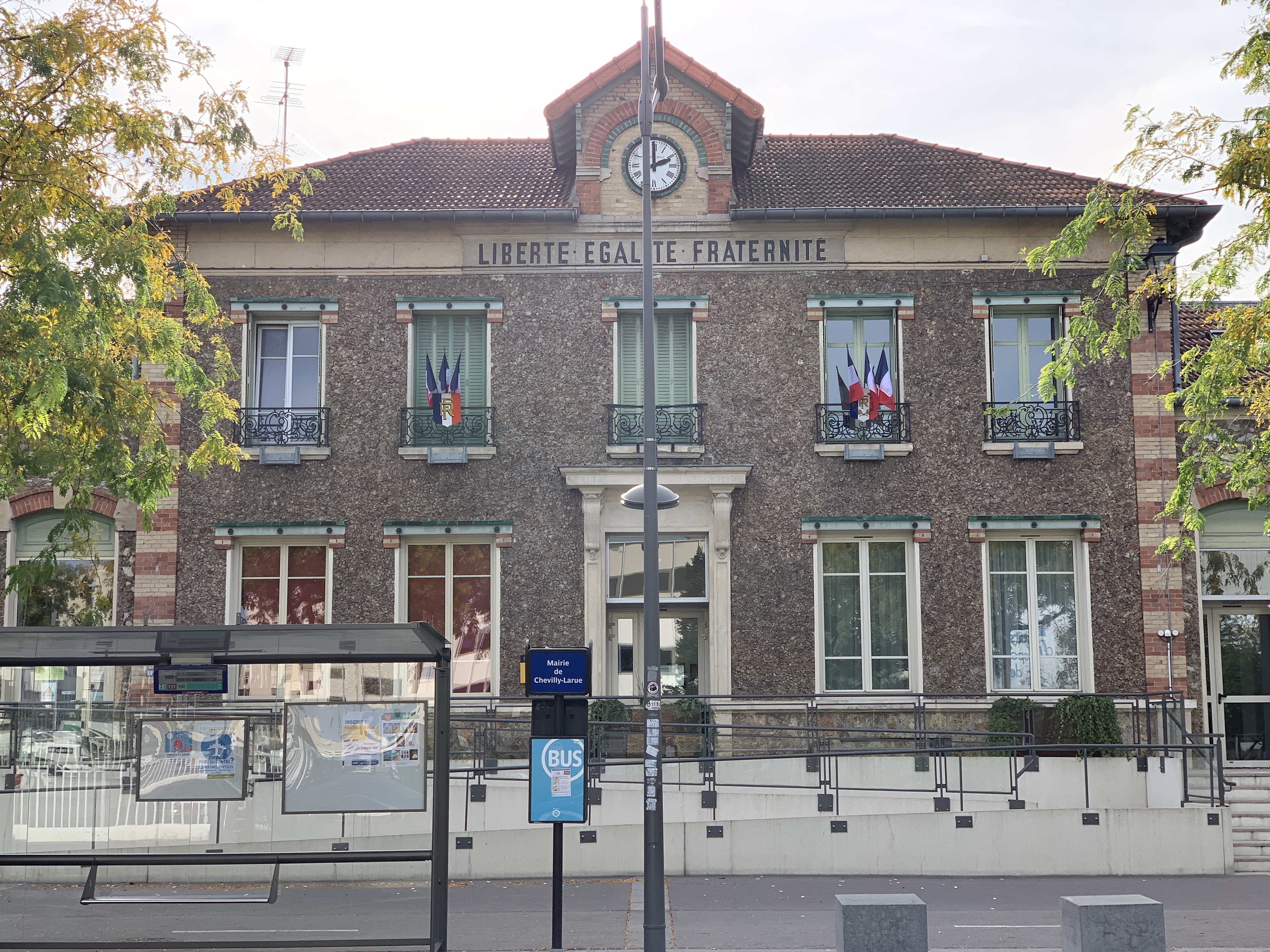
Ancienne mairie qui est la salle des mariages et du conseil municipal.

### Rattachements administratifs et électoraux
Jusqu’à la loi du 10 juillet 1964, la commune faisait partie du département de la Seine. Le redécoupage des anciens départements de la Seine et de Seine-et-Oise fait que la commune appartient désormais au département du Val-de-Marne à la suite d'un transfert administratif effectif le 1er janvier 1968. Elle fait partie depuis 1972 de l'arrondissement de L'Haÿ-les-Roses.
La commune faisait partie depuis 1801 du canton de Villejuif. À la suite de la création du Val-de-Marne, elle est rattachée en 1967 au canton de Thiais, puis, en 1984, devient le chef-lieu du canton de Chevilly-Larue. Dans le cadre du redécoupage cantonal de 2014 en France, la commune fait désormais partie du canton de Thiais.

### Intercommunalité
La commune n'était membre jusqu'en 2016 d'aucune intercommunalité à fiscalité propre.
Dans le cadre de la mise en œuvre de la volonté gouvernementale de favoriser le développement du centre de l'agglomération parisienne comme pôle mondial est créée, le 1er janvier 2016, la métropole du Grand Paris (MGP), dont la commune est membre.
La loi portant nouvelle organisation territoriale de la République du 7 août 2015 prévoit également la création de nouvelles structures administratives regroupant les communes membres de la métropole, constituées d'ensembles de plus de 300 000 habitants, et dotées de nombreuses compétences, les établissements publics territoriaux (EPT).
La commune a donc également été intégrée le 1er janvier 2016 à l'Établissement public territorial Grand-Orly Seine Bièvre.

### Tendances politiques et résultats
La liste de Guy Pettenati, maire communiste élu en 1977, comprenait des membres du Parti Socialiste, du Parti communiste et des représentants de la société civile. elle a recueilli en 2001 61,40 % des votes exprimés dès le premier tour, contre 27,62 % à la liste (UMP-UDF), et 10,97 % à la liste d’extrême gauche.
Guy Pettenati, réélu maire en 2001 par le conseil municipal, a démissionné en 2003. Christian Hervy l'a remplacé : il a été réélu lors des élections municipales des 9 et 16 mars 2008, avec 42,52 % des suffrages au deuxième tour. Face à lui, Pascal Rioual qui a totalisé 33,87 % des voix, en troisième position, Jean-Franco Capirchio (UMP) qui a obtenu 13,76 % des suffrages et en dernière position, Armand Tisseau (MoDem) avec 9,84 % des suffrages. Empêché par la maladie, Christian Hervy demande à l’une de ses Maires-Adjointes, Stéphanie Daumin, de prendre la tête de liste aux élections de 2014. La liste  d’union de la gauche, des écologistes et citoyens conduite par Stéphanie Daumin l’emporte avec 51,18% des suffrages. Elle devient ainsi la première femme maire de Chevilly-Larue. Face à elle, la liste conduite par Patrick Vicériat (UMP) a réuni 26,36% des suffrages, et la liste conduite par Pascal Rioual (PS) 22,46 %.[réf. nécessaire]
En 2020, la liste conduite par Stéphanie Daumin l’emporte au 1er tour avec 58,82 % des suffrages, face à celle de Yacine Ladjici (LREM) qui réunit 25,72 % des suffrages, et celle conduite par Susan Canelas-Drezet (LR), avec 15,46%.[réf. nécessaire]

### Liste des maires
Depuis la Libération, cinq maires se sont succédé à la tête de la commune.
| Période        | Période                    | Identité         | Étiquette             | Qualité |
| -------------- | -------------------------- | ---------------- | --------------------- | --- |
| septembre 1944 | août 1963                  | Paul Hochart     | RPF puis UNR          | Directeur technique, ancien résistant Président du Comité local de libération (1944 → 1945) Décédé en fonction |
| août 1963      | mars 1977                  | Gabriel Chauvet  | UNR puis UDR puis RPR | Employé puis cadre à La Poste, ancien 1er adjoint Conseiller général de Thiais (1967 → 1979)                   |
| mars 1977      | novembre 2002              | Guy Pettenati    | PCF                   | Ouvrier métallurgiste Conseiller général de Chevilly-Larue (1979 → 2004) Démissionnaire                        |
| janvier 2003   | avril 2014,                | Christian Hervy  | PCF                   | Commerçant, maire honoraire Conseiller général de Chevilly-Larue (2004 → 2015)                                 |
| avril 2014     | En cours (au 14 août 2022) | Stéphanie Daumin | PCF                   | Ingénieure territoriale 1re vice-présidente de l'EPT Grand-Orly Seine Bièvre                                   |

### Politique de développement durable
Depuis 1985, avec ses voisines L'Haÿ-les-Roses et Villejuif, Chevilly-Larue a contribué à mettre en place le plus grand réseau de chaleur géothermique d'Europe (en 2015) qui dessert environ 45 000 habitants (19 200 équivalents-logements). Des visites sont organisées pour les particuliers et les groupes. L'eau est puisée à L'Haÿ-les-Roses, dans un aquifère profond, le Dogger (−2 000 m, 70 °C) bien en dessous de l'aquifère des puits artésiens de Paris (600 m, 30 °C) du XIXe siècle. En 2021, le réseau mène d’importants investissements pour réduire sa vulnérabilité aux énergies fossiles en faisant évoluer son taux d’énergies renouvelables de 65 % à 85 %, ce qui constituera un atout majeur face à la crise énergétique mondiale de 2021/2022.
Chevilly-Larue a aussi engagé une politique de développement durable en adoptant, le 1er février 2011, 39 actions de l'Agenda 21.

### Jumelages et coopération internationale
La commune est jumelée avec les communes suivantes :
- Hochdorf, Fribourg, Allemagne ;
- Victoria, Transylvanie, Roumanie, depuis 1994 ;
- Martorell, Catalogne, Espagne ;
- Pougne-Hérisson, Deux-Sèvres, France.

Elle mène également des actions de coopération internationale avec :
- Dieuk, Mauritanie ;
- Yên Bái, Vietnam.

## Population et société

### Démographie
L'évolution du nombre d'habitants est connue à travers les recensements de la population effectués dans la commune depuis 1793. Pour les communes de plus de 10 000 habitants les recensements ont lieu chaque année à la suite d'une enquête par sondage auprès d'un échantillon d'adresses représentant 8 % de leurs logements, contrairement aux autres communes qui ont un recensement réel tous les cinq ans,.

En 2022, la commune comptait 19 813 habitants, en évolution de +2,41 % par rapport à 2016 (Val-de-Marne : +3 %, France hors Mayotte : +2,11 %).
| 1793 | 1800 | 1806 | 1821 | 1831 | 1836 | 1841 | 1846 | 1851 |
| ---- | ---- | ---- | ---- | ---- | ---- | ---- | ---- | ---- |
| 294  | 256  | 225  | 246  | 317  | 296  | 298  | 295  | 274  |

| 1856 | 1861 | 1866 | 1872 | 1876 | 1881 | 1886 | 1891 | 1896 |
| ---- | ---- | ---- | ---- | ---- | ---- | ---- | ---- | ---- |
| 316  | 281  | 374  | 370  | 526  | 526  | 719  | 674  | 747  |

| 1901 | 1906 | 1911  | 1921  | 1926  | 1931  | 1936  | 1946  | 1954  |
| ---- | ---- | ----- | ----- | ----- | ----- | ----- | ----- | ----- |
| 832  | 775  | 1 108 | 1 248 | 1 894 | 2 840 | 3 332 | 3 102 | 3 861 |

| 1962   | 1968   | 1975   | 1982   | 1990   | 1999   | 2006   | 2011   | 2016   |
| ------ | ------ | ------ | ------ | ------ | ------ | ------ | ------ | ------ |
| 11 458 | 16 168 | 17 687 | 16 026 | 16 223 | 18 149 | 18 622 | 18 532 | 19 347 |

| 2021   | 2022   | - | - | - | - | - | - | - |
| ------ | ------ | - | - | - | - | - | - | - |
| 20 326 | 19 813 | - | - | - | - | - | - | - |

### Enseignement
Chevilly-Larue est située dans l'académie de Créteil.
La ville administre cinq écoles maternelles (Pasteur; Savador Allende; Paul Bert; Pierre & Marie Curie; Jacques Gilbert-Collet, Fondateur et Directeur de l'École Normale du Val-De-Marne (1937-1989).) et quatre écoles élémentaires communales (Pasteur, Pierre & Marie Curie, Paul Bert A et B).
Le département gère deux collèges (Jean Moulin et Liberté) et la région Île-de-France un lycée, Pauline Rolland (en), ouvert pour la rentrée scolaire de septembre 2011 aux secondes.

### Manifestations culturelles et festivités
Un festival biennal du conte se tient à Chevilly-Larue au printemps (semaine de la Pentecôte) à l’appui de la présence de la maison du conte sur son territoire, au rayonnement international.
La fête de la ville et son carnaval participatif se tiennent dans le parc du saut du loup chaque année en juin.
La commune connaît aussi un grand RV annuel avec son orchestre philharmonique, l’ACSF, qui propose un concert gratuit à l’occasion de la Sainte Cécile, fin novembre.
Un village de Noël est organisé en coeur de ville chaque année, une fête du jardinage se tient au printemps sur la promenade Maurice Chevallier, ainsi qu’un marché campagnard à l’automne dans le quartier Larue.
La Municipalité organise chaque année depuis 1983 une rencontre interreligieuse. En 2011, les représentants des grandes religions présentes à Chevilly-Larue y ont planté un arbre de l’amitié. Fin juin de chaque année, les pompiers du secteur utilisent le parc départemental.

### Sports
La commune possède un grand nombre de clubs sportifs (karaté, gymnastique aquatique, badminton, tennis, basket ball, natation artistique, GR…) réunis pour la plupart au sein d’un club omnisports, l’ELAN, et connaît beaucoup de victoires en compétitions (gr, tennis de table, athlétisme, natation, football…). Des gymnases permettent de pratiquer ces activités, qui sont :
- le Complexe sportif Lilian Thuram, qui est notamment utilisé par les lycéens de l'établissement Pauline Roland. Il est construit sur deux étages, et comprend cinq salles (une salle multisports, une salle de gymnastique, une salle de danse et un dojo ainsi une salle de musculation au deuxième étage) ;
- la salle multisports Léo Lagrange, contenant une salle avec un sol synthétique, utilisé pour le Pencak-Silat, la Gymnastique rythmique, la Gymnastique volontaire, la danse country ainsi que pour l'entraînement des élèves de maternelle et d'élémentaire ;
- le gymnase Pasteur, regroupant différentes salles pour des activités telles que des arts martiaux, notamment ou bien encore de la gymnastique, du volley-ball ou du tir à l'arc. Le bâtiment est prisé par les écoles maternelles, élémentaires mais aussi par le collège Liberté. Il se situe au 2, avenue de la Croix du Sud ;
- le gymnase de Dericbourg, utilisé par les classes élémentaires et collèges qui souhaitent pratiquer du basketball, du badminton, du futsal ou encore de la gymnastique volontaire. La construction se trouve au 42, rue de l'Adjudant-chef Dericbourg. Il est ouvert librement à partir de 17 h 30, en semaine, et de 9 h à 20 h pour les week-ends ;
- le gymnase Marcel Paul comporte trois salles, qui sont pour la danse, le tennis de table et les arts martiaux, et une dernière grande salle pour diverses activités.

Il existe aussi un parc municipal des sports, composé d'un terrain de football avec une tribune de 500 places, un terrain de football synthétique, un terrain de football stabilisé, une piste d'athlétisme, six courts de tennis extérieurs, et quatre couverts, deux courts de « mini-tennis » extérieurs, un terrain de rugby, un gymnase comprenant un foyer pour sportifs, une salle de musculation et 300 places, un gymnase d'entraînement et un plateau d'évolution extérieur.

## Économie

### Revenus de la population et fiscalité
En 2010, le revenu fiscal médian par ménage était de 32 449 €, ce qui plaçait Chevilly-Larue au 10006e rang parmi les 31 525 communes de plus de 39 ménages en métropole.

### Entreprises et commerces
1208 entreprises étaient installées sur le territoire communal en 2010, dont 45 entreprises industrielles (L'Oréal notamment), 106 entreprises de constructions (Vinci…), et 992 Commerces, transports et services divers (Ratp…).
Le Marché international de Rungis, premier marché mondial de produits frais en gros, est situé aux 2/3 sur la commune de Chevilly-Larue, 1/3 étant sur la commune de Rungis.

## Culture locale et patrimoine

### Lieux et monuments
- Église Sainte-Colombe  Inscrit MH (1928)[55]
- Pavillon du XVIIIe siècle  Inscrit MH (1928)[56]

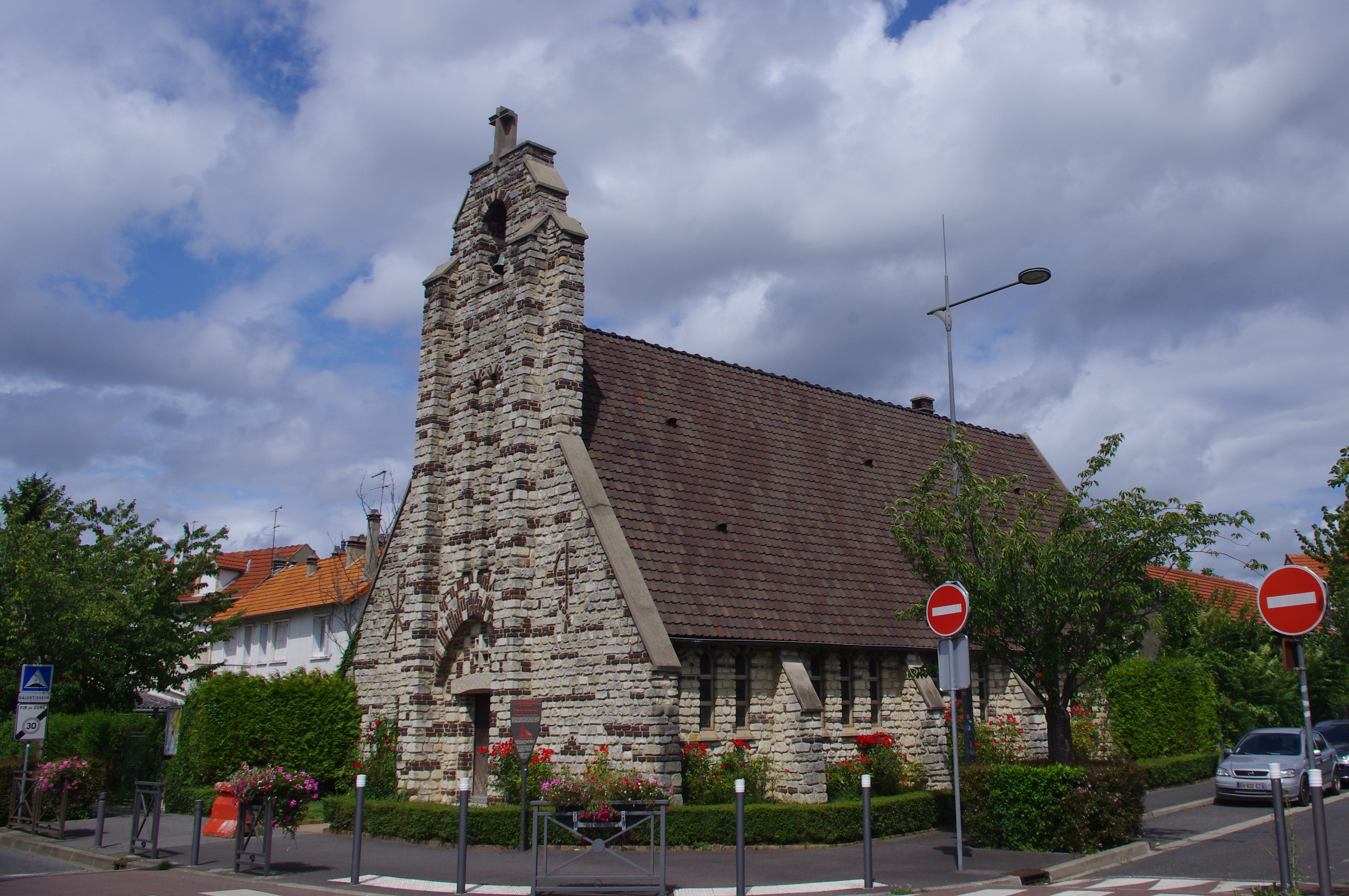
Chapelle du Bon Pasteur.

- Pavillon de chasse du XVIIIe siècle construit par Thoinard de Jouy et devenu à partir de 1864 le séminaire des Missions de la Congrégation du Saint-Esprit.
- Chapelle du Bon-Pasteur. Faite à la suite du projet de Mgr Paul-Louis Touzé, ancien curé de Chevilly-Larue et de Rungis de 1906 à 1919, qui fut le vicaire général et le directeur de l'Œuvre des Chantiers du Cardinal depuis 1931, date de leur création. Elle fut édifiée en pierres smillées en 1935-1936, selon des plans de l'architecte Henri Vidal. Elle fut bénite le 28 juin 1936. En son chœur se situe une peinture de Rudolf Gowenius, artiste suédois, qui représente Le Bon Pasteur et la hiérarchie des anges. Les 10 vitraux ont été créés par Adeline Hébert-Stevens en 1947, évoquant la vie des saints, les sept sacrements de l'Église, les briqueteries ainsi que la vie agricole de Chevilly-Larue. Derrière la chapelle se trouve un bâtiment, qui abritait le jardin d'enfants l'Arc-en-Ciel, de 1938 à 1977[57].

### Édifices commémoratifs
Au niveau de la place de l'église se trouve une plaque commémorative pour le général Leclerc de Hauteclocque, maréchal de France. Elle fut implantée à l'emplacement où le lieutenant Petit-Leroy des FFI ainsi que l'adjudant-chef Dericbourg de la Division Leclerc sont morts, le 24 août 1944, lors d'une mission visant à accélérer la Libération de Paris.

### Patrimoine culturel
La ville a fait réaliser plusieurs panneaux culturels présentant l'histoire de différentes parties de la commune.

### Équipements culturels
Un conservatoire de musique et de danse se trouve à proximité d'un centre culturel. En 2007 a été inaugurée une médiathèque, dans le « cœur de ville ». Chevilly-Larue dispose également d'un conservatoire d'arts plastiques, d'un théâtre-cinéma, d’une ludothèque, d’un conservatoire de musique et de danse, ainsi que d'une maison du conte. Depuis février 2021, le conservatoire de musique et de danse est dirigé par Guillaume Beaulieu, qui succède à Dominique Guiguet.

### Personnalités liées à la commune
- Rosa Bonheur (1822-1899), peintre et sculptrice, a séjourné à Chevilly-Larue.
- Roman Frayssinet (né en 1994), humoriste, y est né.
- Dominique Issermann (née en 1947), photographe publicitaire, de mode, de célébrités et auteur de clips vidéo de musique de variété, compagne de Leonard Cohen, a habité dans le quartier « Bretagne ».
- Morice Lipsi (1898-1986), sculpteur, a vécu pendant 50 ans dans le quartier de « Larue ».
- Étienne M'Bappé (né en 1964), guitariste de jazz formé au conservatoire de Chevilly-Larue, a grandi dans la « cité des Sorbiers ».
- Dominique Nicolas (né en 1958), guitariste et compositeur du groupe Indochine, a habité dans le quartier « Bretagne ».
- Louis Pierre de Cubières (1747-1821), écuyer de Louis XVI, a habité dans le hameau de « Larue » de 1805 à 1821.
- Violaine Vanoyeke (née en 1956), romancière et historienne, y a passé son enfance et y a habité jusqu'en 1974.
- Karim Zenoud, dit  Lacrim (né en 1985), rappeur, a habité dans la cité « Anatole France ».
- Maurice Fréchard (1928-2023), prélat catholique, archevêque d'Auch de 1996 à 2004, y est décédé.

### Héraldique, logotype et devise
|  | Les armes de Chevilly-Larue se blasonnent ainsi : D'azur à la colombe fondante d'argent, à la bordure cousue de gueules chargée de huit macles d'or. |